# Wer liebt, lebt gefährlich
Wer liebt, lebt gefährlich (Originaltitel: El amor perjudica seriamente la salud) ist eine spanisch-französische Filmkomödie aus dem Jahr 1996. Regie führte Manuel Gómez Pereira, der auch den Film mitproduzierte und gemeinsam mit Yolanda García Serrano, Juan Luis Iborra sowie Joaquín Oristrell das Drehbuch schrieb.

## Handlung
Diana schwärmt im Jahr 1965 für die Beatles. Während eines Besuchs der Gruppe in Madrid schleicht sie sich in das Zimmer von John Lennon ein. Der Hotelpage Santi versucht, sie hinauszuwerfen. Als Lennon sich mit einer jungen Frau nähert, verstecken sich beide unter dem Bett und kommen sich dort näher.
Im Verlauf der nächsten drei Jahrzehnte treffen sich Diana und Santi immer wieder, bei jeder Begegnung flammt ihre Leidenschaft füreinander auf. Diana heiratet erst einen Arzt, dann einen steinreichen Bankier, schließlich einen italienischen Operntenor und gehört dem Jetset an. Santi macht nach dem Militärdienst eine Pilotenausbildung. Er heiratet, die Familie hat zwei Söhne und lebt in kleinbürgerlichen Verhältnissen. Diana lädt ihn immer wieder in ihre Villa ein, wovon Santis Frau nichts ahnt. Mal schleicht er sich als Clown bei einer Kinderparty in das Haus, mal wird er in einem Schrankkoffer gebracht. Einmal wird das Paar fast inflagranti vom eifersüchtigen Mann Dianas überrascht, im Kostüm von Verdis Otello und Musik aus der gleichnamigen Oper macht er ihr eine Eifersuchtsszene. Santi kann sich im letzten Moment im Bad verstecken, er taucht in seiner Pilotenuniform im Schaumbad unter.
Santi bekommt den unerwarteten Auftrag, König Juan Carlos zu fliegen. Dieser ist von seinem Piloten so angetan, dass er ihn zu seinem persönlichen Leibwächter macht. Zu einem Empfang für Juan Carlos, der mehrmals als Randfigur in der Handlung auftaucht, in Paris ist auch Diana geladen. Beim Händeschütteln mit dem König imitiert sie einen Ohnmachtsanfall, um mit Santi allein zu sein. Anschließend nimmt sie am Bankett teil, während Santi zufrieden mit ihr Blicke tauscht.

## Kritiken
Filmdienst schrieb, der Film sei eine „turbulente Liebeskomödie“ mit vielen Songs und „unmöglichen Liebesnestern“, die absurde Situationen heraufbeschwöre.
Die Zeitschrift prisma bescheinigte dem Film eine „Fülle witziger Einfälle“. Der Regisseur verstehe es „glänzend, skurrile Situationen zu beschreiben“.

## Auszeichnungen
Manuel Gómez Pereira erhielt im Jahr 1997 den Publikumspreis des Hamptons International Film Festivals. Ana Belén wurde 1997 auf dem Peñíscola Comedy Film Festival ausgezeichnet.

## Hintergründe
Der Film wurde in Madrid und in Paris gedreht. Er wurde im April 1997 auf dem Miami Hispanic Film Festival gezeigt, im April 1999 folgte eine Vorführung auf dem Spanish Film Festival in Australien.